# Clint Warwick
Clint Warwick (pseudonimo di Albert Eccles) (Birmingham, 25 giugno 1945 – 15 maggio 2004) è stato un bassista inglese.
Fu il bassista originale del gruppo rock inglese dei Moody Blues, con cui ha realizzato un solo album, The Magnificent Moodies.
Warwick lasciò la band e il mondo della musica nel 1966 per diventare un falegname e trascorrere il tempo con la sua famiglia.
Venne sostituito al basso da John Lodge.
È morto per complicazioni al fegato nel 2004, a 58 anni.